# Płamen Panajotow
Płamen Aleksandrow Panajotow. bułg. Пламен Александров Панайотов (ur. 20 stycznia 1958 w Sliwenie) – bułgarski prawnik, nauczyciel akademicki i polityk, jeden z liderów Narodowego Ruchu Symeona Drugiego, poseł do Zgromadzenia Narodowego 39. i 40. kadencji, wicepremier w rządzie Symeona Sakskoburggotskiego (2003–2005).

## Życiorys
W 1983 ukończył studia prawnicze na Uniwersytecie Sofijskim im. św. Klemensa z Ochrydy. Od 1985 pracował na macierzystej uczelni, w 1993 doktoryzował się w zakresie prawa karnego. W 1998 objął stanowisko docenta. W 1995 zaczął prowadzić także prywatną praktykę adwokacką w ramach stołecznej palestry.
W 2001 był jednym z założycieli i liderów Narodowego Ruchu Symeona Drugiego, został sekretarzem jego rady, a następnie pierwszym wiceprzewodniczącym. W wyborach parlamentarnych w 2001 uzyskał z jej ramienia mandat posła do Zgromadzenia Narodowego. Został następnie przewodniczącym klubu parlamentarnego partii. 17 czerwca 2003 wszedł do rządu Symeona Sakskoburggotskiego, obejmując stanowisko wicepremiera i koordynatora ds. wstąpienia Bułgarii do Unii Europejskiej. Zakończył urzędowanie 16 sierpnia 2005. W wyborach w tym samym roku uzyskał poselską reelekcję na 40. kadencję.
W 2007 został wykluczony z szeregów partii, współtworzył frakcję i partię polityczną pod nazwą Bułgarska Nowa Demokracja. W 2009, po zakończeniu kadencji parlamentu, zrezygnował z aktywności politycznej. Objął na macierzystej uczelni stanowisko profesora prawa karnego, zajął się również działalnością ekspercką